# Escatologia telefônica
Escatologia telefônica é a forma de se obter prazer por sexo telefônico. É praticado tanto por mulheres como por homens. 